# Brodzany
Brodzany este o comună slovacă, aflată în districtul Partizánske din regiunea Trenčín. Localitatea se află la altitudinea de 192 m deasupra n.m., se întinde pe o suprafață de 18,29 km2 și în 2017 număra 862 de locuitori. Se învecinează cu Partizánske și Krásno.

## Istoric
Localitatea Brodzany este atestată documentar din 1293.

## Demografie
| An:                | 1994 | 2004   | 2014   | 2024   |
| ------------------ | ---- | ------ | ------ | ------ |
| Număr de persoane: | 788  | 815    | 813    | 890    |
| Diferență:         |      | +3,42% | −0,24% | +9,47% |

| An:                | 2023 | 2024   |
| ------------------ | ---- | ------ |
| Număr de persoane: | 889  | 890    |
| Diferență:         |      | +0,11% |